# Округ Либерти (Џорџија)
Округ Либерти (енгл. Liberty County) је округ у америчкој савезној држави Џорџија.

## Демографија
По попису из 2010. године број становника је 63.453, што је 1.843 (3,0%) становника више него 2000. године.
| Група             | 2000.          | 2010.          |
| Белци             | 27.244 (44,2%) | 27.085 (42,7%) |
| Афроамериканци    | 26.396 (42,8%) | 26.805 (42,2%) |
| Азијати           | 1.082 (1,8%)   | 1.247 (2,0%)   |
| Хиспаноамериканци | 5.022 (8,2%)   | 6.159 (9,7%)   |
| Укупно            | 61.610         | 63.453         |